# 수산화 구리
- 수산화 구리(I)
- 수산화 구리(II)

| Disambiguation icon | 이 문서는 명칭이 같은 여러 화합물을 연결하는 색인 문서입니다. |